# Talkau
Talkau ist eine Gemeinde im Kreis Herzogtum Lauenburg in Schleswig-Holstein.

## Geographie

### Lage
Die Gemeinde Talkau liegt im Einzugsgebiet der Steinau an der Talkauer Au im Naturraum Östliches Hügel- und Seenland (SO), einem südlich gelegenen Teilgebiet des Schleswig-Holsteinischen Hügellandes.

### Nachbargemeinden
Ans Gemeindegebiet von Talkau grenzen unmittelbar:
| Schretstaken |                                             | Niendorf a. d. St. |
|              | Kompassrose, die auf Nachbargemeinden zeigt | Tramm              |
| Fuhlenhagen  | Elmenhorst, Kankelau                        |                    |

## Geschichte
Das Dorf, eine slawische Gründung, wurde im Ratzeburger Zehntregister von 1230 zum ersten Mal urkundlich erwähnt. Im Jahre 1241 schenkte der lauenburgische Herzog Albert das Dorf dem Kloster Reinbek, in dessen Besitz es bis zur Reformation war.
Im Jahre 1855 wurde die Maria Magdalena geweihte Kapelle am Dorfplatz angelegt. Sie wurde aus Felsen erbaut und trug ein Schieferdach. Im Jahre 1958 musste sie abgerissen werden.
Ab 1889 gehörte Talkau dem Amt Wotersen an.
Im Jahre 1920 wurde eine Freiwillige Feuerwehr gegründet.
Kurz nach dem Kriege stieg die Bevölkerungsanzahl von 160 auf 372 Einwohner.
Im Jahre 1956 gewann Talkau im Landeswettbewerb „Schönstes Dorf“.
Der größte Betrieb Talkaus war ein Sägewerk mit Zimmerei und Baugeschäft. Dieser Betrieb wurde 1968 durch ein Feuer zerstört.
Daneben bestanden im Ort in der Vergangenheit mehrere landwirtschaftliche Betriebe, bis 1968 eine Dorfschule und weitere Geschäfte.

## Politik

### Gemeindevertretung
Bei der Kommunalwahl 2023 errang die Freie Wählergemeinschaft Talkau erneut alle neun Sitze in der Gemeindevertretung. Die Wahlbeteiligung betrug 55,9 Prozent.

### Wappen
Blasonierung: „Von Silber und Blau schräg geteilt, Oben ein widersehender roter Teufel mit schwarzem Dreizack, unten ein aufrechter silberner Schwarzerlenzweig mit Blatt und Fruchtständen.“

### Verwaltung
Seit dem Ende des Zweiten Weltkrieges wird Talkau vom Amt Breitenfelde verwaltet.

## Vereine
In Talkau gibt es etwa ein Dutzend Vereine. Der älteste ist die seit etwa 1900 existierende Jagdgenossenschaft Talkau.